# S.G. Møller
Søren Georg Møller (14. januar 1834 – 24. december 1890) skolemand, blev født i Bogense 1834. Han var søn af bager Niels Hendrik Møller og Elisabeth f. Hansen. Han forsøgte først at gå i faderens fodspor med at lære bagerhåndværket. Fik dog andre interesser, og i 1858 blev han polyteknisk kandidat. Var derefter lærer først ved Blaagaard Seminarium og 1866-75 ved Opfostringshuset. Samtidig underviste han også i andre skoler, deriblandt Borgerdydskolen i København. I 1868, da professor Kristen Rovsing trådte tilbage fra skolen, overtog først professor Jean Pio og derpå fra 1875 Søren Georg Møller dens ledelse i forening med professor Pio. De sad på posten indtil Pios død i 1884, hvor Møller så forsatte sammen med dr.phil. J.L. Heiberg. Det var under deres fælles bestyrelse at skolen voksede op til at blive hovedstadens største latinskole. Ved dens hundredårsjubilæum 1887 fik han professortitlen.
Han var også formand for Pædagogisk Selskab i København og deltog i ledelsen af alle nordiske skolemøder i årene 1870-90. Han ægtede 27. marts 1863 Elise Marie Richardine Preisler.
|  | Artiklen om S.G. Møller kan blive bedre, hvis der indsættes et (bedre) billede Du kan hjælpe ved at afsøge Wikimedia Commons for et passende billede eller uploade et godt billede til Wikimedia Commons iht. de tilladte licenser og indsætte det i artiklen. |